# Етнотаксономія
Термін етнотаксономія застосовується або як субдисципліна в етнології, яка вивчає таксономічні системи, визначені та використовувані окремими етнічними групами, або як сама оперативна індивідуальна таксономія, яка є об’єктом безпосереднього вивчення етнолога.
Наприклад, у багатьох західноафриканських мовах світ сприйняття кольорів класифікується за основними категоріями «червоний», «білий» і «чорний» (тонші градації є другорядними). Діапазон довжин хвиль, який англомовний називає синім, буде підкатегорією «чорний».
Іншою етнотаксономією є набір категорій родинних зв’язків, виявлених системою споріднення етнічної групи. Прикладом цього може бути гавайська система спорідненості, де всі члени покоління однієї статі називаються одним терміном. Обидва стосунки, які англійською мовою називаються мати і тітка, належать до одного таксону «мама-тітка». Це не означає, що користувачі цієї таксономії плутаються щодо поняття «Народження-Мати», лише те, що це підкатегорія.
І навпаки, така етнотаксономія, як суданська система спорідненості або система споріднення в Стародавньому Римі, де немає двох однакових стосунків, може демонструвати набагато більшу деталізацію, ніж англійська система. Таким чином, зв’язок, який англійською мовою називається aunt, не є основоположним у латинській мові, але потрібно вибрати або amita «сестра батька», або matertera «сестра матері». Латинську та суданську мови називають «описовими системами», а гавайську — «класифікуючою», але ця термінологія зосереджена на англійці (див. Льюїса Х. Моргана ), різниця полягає в ступені, а не в характері.
Категорії рослин «Корисні», «Шкідливі» тощо — ще один відомий приклад. Дійсно, останніми роками[коли?] стало модним використання терміна «етнотаксономія», обмежуючи його етноботанікою та етнофармакологією, через «повторне відкриття» лікарської та комерційної цінності рослин, розкрите шляхом вивчення ботанічної етнотаксономії менш відомих культур.
Народна систематика тварин у мові калам Папуа-Нової Гвінеї була широко вивчена Ральфом Булмером та іншими.
Починаючи з 1970-х років кілька народних таксономістів припустили, що народні таксони (та їхні назви) демонструють характеристики, які вказують на те, що вони належать до загадкових таксономічних рангів а деякі недавні етнозоологічні дослідження все ще підтверджують існування таких рангів. Однак існування таких рангів заперечується систематиками, зокрема деякими спеціалістами з біологічної (таксономічної) номенклатури.

## Дивіться також
- Таксономія

## Подальше читання
- Taylor, Paul Michael (1990). The Folk Biology of the Tobelo People: A Study in Folk Classification. Smithsonian Contributions to Anthropology. Washington, D.C.: Smithsonian Institution Press (34): 1—187. doi:10.5479/si.00810223.34.1.